# In Your Eyes (canção de The Weeknd)
"In Your Eyes" é uma canção do cantor canadense The Weeknd que serve como o terceiro single de seu quarto álbum de estúdio, After Hours (2020). A canção foi originalmente lançada em 20 de março de 2020, juntamente com o álbum. Após o lançamento deste último, foi confirmado que ela seria lançada como o terceiro single do álbum em 24 de março de 2020. The Weeknd escreveu e produziu a canção com seus produtores Max Martin e Oscar Holter, com o rapper canadense Belly recebendo créditos adicionais pela composição.

## Antecedentes e lançamento
A canção foi tocada pela primeira vez no curta-metragem de The Weeknd, After Hours (lançado no início de março de 2020), durante uma cena em que Tesfaye passava andando por um músico tocando a faixa em um solo de saxofone. Mais tarde, o presidente da Island Records, Louis Bloom, em entrevista à revista Music Week em meados de março de 2020, confirmou que um sucessor direto de "Blinding Lights" estava programado para ser revelado no lançamento do álbum. O sucessor foi anunciado como sendo "In Your Eyes", com a canção sendo adicionada a várias playlists populares do Spotify e tendo seu lançamento nas rádios confirmado por Gary Trust, da revista Billboard, em 20 de março de 2020.

## Letra
A letra da canção faz referência ao relacionamento intermitente de Tesfaye com a modelo Bella Hadid. Na faixa, The Weeknd canta sobre sentir remorso por ser infiel no relacionamento que teve com sua parceira. A letra da canção serve como um contraste com a alta energia e esperança encontradas na faixa anterior do álbum, "Blinding Lights", com o single tendo um tom mais melancólico em sua composição.

## Recepção crítica
A canção foi apontada como uma faixa de destaque do álbum pelos críticos, com o single sendo comparado aos sucessos de rádio anteriores de The Weeknd. Vários jornalistas notaram sua forte influência dos anos 80, com o solo de saxofone da canção (interpretado por Wojtek Goral) e sintetizadores recebendo elogios e sendo comparados a sucessos como "Midnight City" de M83 e "Last Friday Night" de Katy Perry.

## Videoclipe
O videoclipe de "In Your Eyes" foi apresentado pela primeira vez em 21 de março de 2020, através de um teaser de seu diretor, Anton Tammi, em um story em seu Instagram, com Tesfaye postando uma imagem do vídeo em suas mídias sociais no dia seguinte. Sua confirmação como videoclipe do single foi confirmada onze horas antes de seu lançamento, com o videoclipe estreando em 23 de março de 2020. O vídeo é estralado por Zaina Miuccia como protagonista feminina, e continua a história do curta-metragem de After Hours após The Weeknd entrar no elevador com o casal. No videoclipe, The Weeknd, depois de ter matado o companheiro de Miuccia no elevador acima mencionado, a persegue em diferentes locais até chegar a uma boate chamada After Hours. Nesse local, Miuccia consegue pegar um machado que ela usa para decapitar The Weeknd, com ela passando a dançar com a cabeça sem vida por todo o resto do videoclipe. O videoclipe conta com o retorno de Wojtek Goral como o saxofonista do auto-intitulado curta-metragem do álbum, e foi comparado aos filmes de terror da década de 1980, sendo recebido com uma recepção positiva.

## Créditos
Créditos adaptados do serviço Tidal.
- The Weeknd – vocais, composição, produção
- Belly – composição
- Max Martin – composição, produção
- Oscar Holter – composição, produção
- Dave Kutch – masterização
- Kevin Peterson – masterização

## Histórico de lançamento
| País           | Data                | Formato                      | Gravadora   | Ref.   |
| -------------- | ------------------- | ---------------------------- | ----------- | ------ |
| Mundo          | 20 de março de 2020 | Download digital streaming   | XO Republic | [ 20 ] |
| Estados Unidos | 24 de março de 2020 | Rádios mainstream            | XO Republic | [ 21 ] |
| Estados Unidos | 24 de março de 2020 | Rádios rhythmic contemporary | XO Republic | [ 22 ] |

## Remix de Doja Cat
Antes do anúncio do remix, o The Weeknd havia lançado vários remixes de músicas do After Hours, com artistas como Lil Uzi Vert, Major Lazer e Chromatics. Em 19 de maio de 2020, Doja Cat postou uma enquete no Twitter indicando que ela havia colaborado recentemente com o The Weeknd. Logo depois, ela twittou "in your eyes" e mudou o nome de exibição do Twitter para o mesmo, indicando que ela participou do remix da música. O Weeknd logo confirmou o remix, e divulgou a capa e a data de lançamento no dia seguinte.